# 妒妇津
妒妇津是中国古代传说中的一个渡口。传说晋代人刘伯玉的妻子段氏妒忌心很强，一次刘伯玉诵《洛神赋》时，感慨道：“娶妇得如此，吾无憾焉！”段氏听闻后，生气地说:“君何以水神善而欲轻我？吾死，何愁不为水神？”说完便投水自溺。其后，长相美貌的妇人在段氏投水的渡口渡河前，都必须把自己的衣服妆饰弄得脏乱，不然渡河时必会遭到风浪袭击；而长相丑陋的女人，即使梳妆整齐，渡河时也风平浪静。人们认为这些现象都是那个嫉妒他人美貌的段氏所为，就在渡口岸边立了一块刻着“妒妇津”的石碑，以警示过往行人。